# 亀田貴之
亀田 貴之（かめだ たかゆき）は、日本の環境学者。京都大学大学院エネルギー科学研究科エネルギー社会環境学講座教授。

## 人物・経歴
大阪府出身。1999年神戸大学大学院総合人間科学研究科人間環境科学専攻修了、修士（学術）。2004年大阪府立大学大学院工学研究科物質系専攻修了、博士（工学）。金沢大学大学院自然科学研究科助手、金沢大学医薬保健研究域薬学系助教、京都大学大学院エネルギー科学研究科准教授を経て、京都大学大学院エネルギー科学研究科教授。

## 受賞
- 2010年 日本薬学会環境・衛生部会賞[5]
- 2012年 エスペック地球環境研究奨励賞[5]